# Andrea Sáenz
Yamil Andrea Sáenz Castillo (Cuauhtémoc, Chihuahua, México; 30 de junio de 1997) es una modelo y reina de belleza mexicana, ganadora del concurso Miss Continentes Unidos 2018.

## Biografía
Andrea Sáenz nació el 30 de junio de 1997 en el municipio de Cuahutémoc, Chihuahua, México. Es Licenciada en Derecho egresada de la Universidad Autónoma de Chihuahua.

## Concursos de belleza

### Miss Continentes Unidos 2018
El 22 de septiembre de 2018, se llevó a cabo la final de Miss Continentes Unidos en la ciudad de Guayaquil, Ecuador en el Centro de Convenciones de Guayaquil Simón Bolívar, donde 33 candidatas de diversos países del mundo compitieron por el título. Al final de la noche, Andrea Sáenz fue coronada como la nueva Miss Continentes Unidos 2018 por Tatiana Tsimfer, Miss Continentes Unidos 2017, de Rusia.

### Miss México 2018
Representó al estado de Chihuahua en la final de Miss México 2018, la cual se realizó el sábado 5 de mayo en el Salón Imperial de Villa Toscana Eventos en la ciudad de Hermosillo, Sonora, México, en donde llegó al Top 10. El 9 de junio fue coronada como Miss México Continentes Unidos 2018 para representar a México en la 13.ª edición del certamen Miss Continentes Unidos en la ciudad de Guayaquil, Ecuador.